# Edmond de Coussemaker

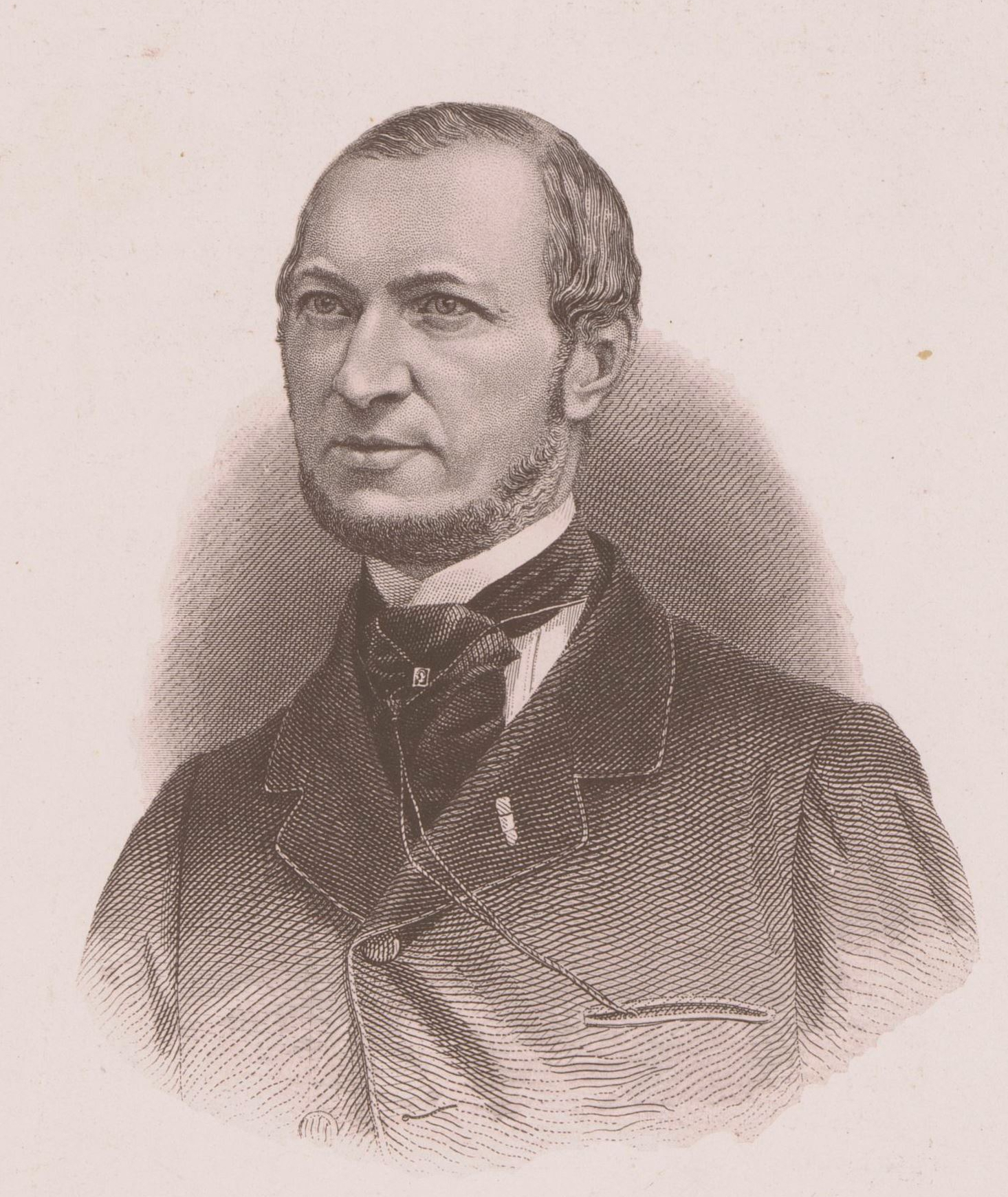
Edmond de Coussemaker

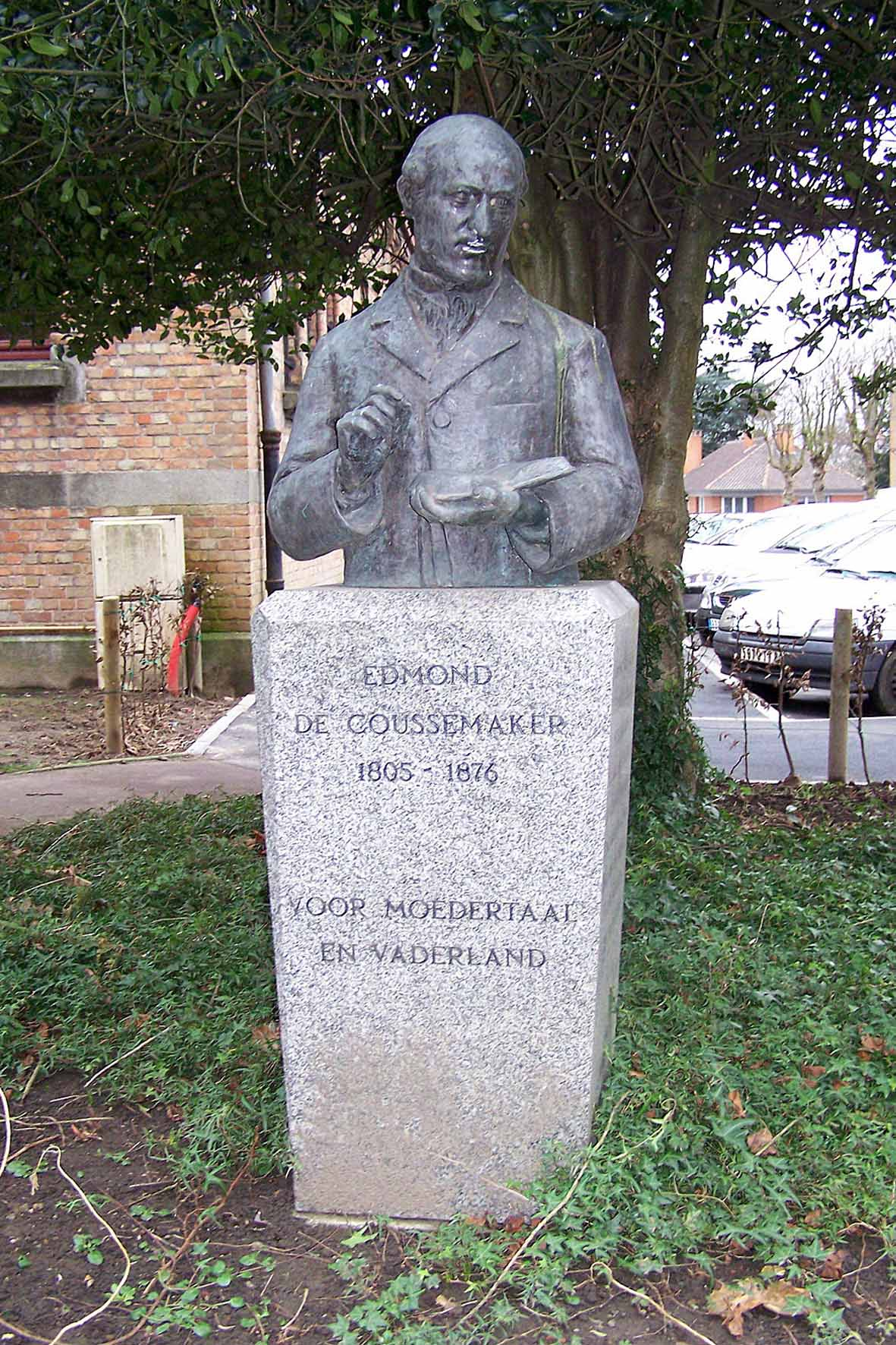
Buste van Edmond de Coussemaker in Belle

Charles Edmond Henri de Coussemaker (Belle, 19 april 1805 - Rijsel, 10 januari 1876) was musicoloog, etnoloog en jurist in Frans-Vlaanderen. Samen met Michiel de Swaen en Maria Petyt is De Coussemaker een van de belangrijkste vertegenwoordigers van de Nederlandstalige cultuur in Frankrijk.
De Coussemaker studeerde rechten in Parijs, tegelijkertijd volgde hij hier vanwege zijn ambitie om componist te worden een muziekstudie, waaronder compositie bij Antonín Rejcha. In Dowaai kreeg hij zijn eerste aanstelling als jurist. Hij zou geen muzikale carrière, maar een juristenloopbaan gaan volgen. Hij werd uiteindelijk rechter in Sint-Winoksbergen, Hazebroek, Kamerijk, Duinkerke en Rijsel.
In 1853 richtte De Coussemaker het Comité flamand de France op, dat het verdwijnen van het gesproken Nederlands (Vlaams) een halt moest toeroepen. Samen met de priester-politicus Jules Auguste Lemire probeerde hij het onderwijs in het Nederlands aan de katholieke school van onder andere Belle te behouden, maar door de bij wet afgedwongen secularisering verloor de kerkelijke overheid haar invloed. Het Nederlandstalig onderwijs verdween daarmee. Hij verwierf bekendheid met de optekening van Nederlandstalige volksliederen uit Frans-Vlaanderen en gaf deze uit in zijn Chants populaires des Flamands de France in 1856.
Als musicoloog was Edmond de Coussemaker actief op het gebied van middeleeuwse muziek. Met zijn muziektheoretische werk Hucbald moine de St. Armand et ses traités de musique (1839-1841), gaf hij door de studie van de muziek van de 9e-eeuwse monnik Hucbald een belangrijke impuls aan de wederopleving van de oude kerkmuziek. Hoewel zijn werk op sommige muziekhistorische punten achterhaald is, biedt het nog steeds veel materiaal van blijvende waarde voor de hedendaagse musicologie.

## Familie
Hij was de zoon van Charles de Coussemaker en Marie Joets de Métershof, hij huwde op 14 september 1836 met Marie-Josephine Mignard de la Mouiliere. Ze kregen 4 kinderen, zijn kleinkinderen huwden allen met Belgische edellieden. Kleindochter Isabelle de Meester huwde met graaf Gustave della Faille, de grootvader van gravin Alix de Lannoy.

## Publicaties (selectie)
- Hucbald moine de St. Armand et ses traités de musique (1839-1841)
- Histoire de l'harmonie au Moyen Age (1852)
- Chants populaires des Flamands de France (1856)
- Les harmonistes des XIIe et XIIIe siècles (1864)
- Œuvres complètes du trouvère Adam de la Halle (1872)
- Scriptores de musica medii aevi (4 delen) (1864-1876)
- Troubles religieux du XVIe siècle dans la Flandre Maritime, 1560-1570. Documents originaux (4 delen) (1876) (heruitgegeven 1987, ISBN 9789069090245)